# Arne Ölander
Gustav Arne Ölander (né le 31 décembre 1902 à Stockholm et mort le 13 mai 1984 dans cette même ville) est un chimiste suédois. Il est connu pour être le découvreur de l' effet de mémoire de forme dans les alliages métalliques. Il est le fils de Gustaf Ölander et de Hilda Ölander née Norrman.
Ölander est devenu professeur agrégé de chimie physique à l'Université de Stockholm en 1929. Il a été ensuite professeur de chimie théorique et d'électrochimie à l'Institut royal de technologie entre 1936 et 1943. Puis professeur en chimie inorganique et physique à l'Université de Stockholm entre 1943 et 1960 et finalement en chimie physique toujours à l'Université de Stockholm entre 1960 et 1968.
En 1943, Arne Ölander est devenu membre de l'Académie d'ingénierie. Il a été secrétaire des comités Nobel de l'Académie des sciences de 1943 à 1965 et membre du comité de l'Union internationale de chimie pure et appliquée (UICPA) de 1949 à 1971, où il était principalement engagé dans des questions liées à la nomenclature chimique. Il a été directeur du Swedish Defence Research Establishment (entre 1955 et 1968), membre de l'Académie des sciences en 1956 et directeur du National Science Research Council (entre 1958 et 1965).
Ölander était membre de la Commission des poids atomiques et membre du Comité Nobel de chimie (de 1965 à 1974). 